# Powiat Senboku
Powiat Senboku (jap. 仙北郡 Senboku-gun) – powiat w Japonii, w prefekturze Akita. W 2024 roku liczył 17 431 mieszkańców.

## Miejscowości
- Misato